# Hrabstwo Douglas (Kansas)

Piramida wieku hrabstwa

Hrabstwo Douglas – hrabstwo położone w USA w stanie Kansas z siedzibą w mieście Lawrence (Kansas). Założone 25 sierpnia 1855 roku. Nazwa Hrabstwa pochodzi od Stephena Douglasa.

## Miasta
- Lawrence
- Eudora
- Baldwin City
- Lecompton

## Sąsiednie Hrabstwa
- Hrabstwo Jefferson
- Hrabstwo Leavenworth
- Hrabstwo Johnson
- Hrabstwo Miami
- Hrabstwo Franklin
- Hrabstwo Osage
- Hrabstwo Shawnee

## Drogi główne
- Interstate 70
- U.S. Highway 59
- U.S. Highway 40
- U.S. Highway 56
- K-10
- US-24
- K-32
- K-33